# ジャムスタンマジック
ジャムスタンマジックは、横溝あつしとericoが固定メンバーの日本のバンド。

## メンバー
| 名前       | 誕生日   | 主要パート               |
| ---------- | -------- | ------------------------ |
| 横溝あつし | 2月26日  | カホン、コーラス         |
| erico      | 12月22日 | ボーカル、鍵盤ハーモニカ |

## 概要
ジャムスタンマジックのリーダー兼サウンドプロデューサーの横溝あつしは、楽曲の作曲、編曲、カホンを主としたパーカッション演奏を担当。
カホン奏者としてもstyle-3!、安本美緒、sources、尾崎由香、稲垣潤一＆水谷千重子 、DEPAPEPE、奥華子らのレコーディングやライブに参加。A3!、テニスの王子様、黒執事など舞台音楽もサウンドプロデューサーのYu（vague（ヴェイグ）のメンバー）らと共に手掛ける。神奈川県出身。
ericoは、メインボーカル、鍵盤ハーモニカ、作詞を主に手掛ける。南アフリカへの留学をきっかけに世界60ヵ国以上を旅し、その経験が提供する楽曲にも詞や世界観に表れている。三重県出身。
作家名はEllie GateGolden（エリーゲートゴールデン）でEBiDAN、クロノヴァ、海外のアーティストなど幅広く楽曲提供をしている。
ジャムスタンマジックは演奏時、アコースティック編成を主としているが、疾走感のある激しめの楽曲が多い。生の空気感を大切にするメンバーのテクニカルかつ唯一無二の独特な世界観から紡がれるライブパフォーマンスは圧巻である。
固定メンバーの2人に加えてアコースティックギター、ヴァイオリン、ピアノなどのサポートが加わり（本人たちはその日のメンバーと呼び、サポートという言い方ではなく流動的メンバーと呼んでいる。）楽曲はボーカル曲とインストゥルメンタル曲で構成される。結成時のグループ名は英語表記で「JamstownMagic」であったが、2012年6月30日の単独ライブから「ジャムスタンマジック」に表記変更した。
基本的にはカホン、ボーカル、アコースティックギターのスリーピースが主なスタイルとなっている。
メンバー各々、ラジオのレギュラーでパーソナリティーを務めたり、配信をしたりなど活動は多岐にわたる。
初ライブは2006年12月14日。2016年12月14日に結成10周年記念のイベントライブをMt.RAINIER HALL SHIBUYA PLEASURE PLEASUREで開催した。
KAWASAKI STREET MUSIC BATTLE Vにて、最優秀賞を2度、ファイナリストとして大会の準グランプリを授賞し、川崎市のCMソング「かわさきの空へ」を発表。
「ハマスタ駅伝2017」のエンディングテーマに「シューティングスター」が抜擢される。
Jリーグ、川崎フロンターレのイベントでの演奏、
Bリーグ、川崎ブレイブサンダースのホームゲームにて等々力アリーナで演奏、ラゾーナ川崎プラザでの演奏やメディア出演など、地域に密着した活動も続けている。

## 作品

### シングル
| 枚       | 発売日         | タイトル       | 収録曲                                                                    |
| -------- | -------------- | -------------- | ------------------------------------------------------------------------- |
| 自主制作 | 2007年3月      | 深緑の一滴     | 1. 深緑の一滴 2. French Pass 3. 夕星                                      |
| 自主制作 | 2007年8月      | 風の強い日     | 1. 風の強い日 2. 銀に月跡 3. エミュー                                     |
| 自主制作 | 2007年8月      | 葉桜を見上げて | 1. 葉桜を見上げて 2. Argentina 3. マテリアルタウン                        |
| 1st      | 2010年7月14日  | ストーリー     | 1. ストーリー 2. 情熱 3. ストーリー (instrumental) 4. 情熱 (instrumental) |
| 2nd      | 2016年7月31日  | コントラスト   | 1. コントラスト                                                           |
| 3rd      | 2018年11月23日 | sirocco        | 1. sirocco 2. 翼なんていらない 3. 3.29.1912 R.SCOTT〜氷の大地〜           |
| 4th      | 2020年10月3日  | COLOSSEO       | 1. COLOSSEO 2. サマーサイダー                                             |

### ミニアルバム
| 枚  | 発売日         | タイトル                       | 収録曲 |
| --- | -------------- | ------------------------------ | --- |
| 1st | 2008年7月13日  | 東カラ風                       | 1. 風の強い日 2. トラベラー 3. 銀に月跡 4. 葉桜を見上げて 5. 1stStage 6. 深緑の一滴 |
| 2nd | 2009年11月27日 | タイムマシンに乗った僕は・・・ | 1. アフリカ 2. 空と君のラブソング 3. 夜の少年 4. Puerto Natalesにて 5. 夕星 6. 時をこえて |
| 3rd | 2017年4月16日  | 世界ミュージックシアター       | 1. 世界ミュージックシアター 2. 深緑の一滴 3. 夕星 4. インパクト（世界ミュージックシアターアレンジ） 5. 天空トリコローレ （世界ミュージックシアターアレンジ） 6. mig（世界ミュージックシアターアレンジ） |

### アルバム
| 枚   | 発売日         | タイトル       | 収録曲 |
| ---- | -------------- | -------------- | --- |
| 1st  | 2012年6月30日  | MAGIC OF MUSIC | 1. Red Sheep 2. 音楽の魔法 3. Mother Earth 4. テラプレン 5. ホントのこと 6. エミュー 7. 8月31日海岸にて 8. あなたの空 9. 羽 10. トラベラー                                                          |
| 2nd  | 2014年11月22日 | keyword        | 1. ジプシーワールド 2. Endless Road 3. フィクション 4. nil 5. シューティングスター 6. 雷鳴りて未知を行く 7. ＯＯＯ 8. アカルイヒカリ 9. 山茶花 10. 街角メロディ                                     |
| 3rd  | 2017年10月21日 | TABIDORI       | 1. マイケルシャドーの夢 2. インパクト 3. HEARTBEAT 4. 旅鳥 5. Wind Rose 6. プロムナード 7. 桜吹雪 8. 天空トリコローレ 9. 世界ミュージックシアター 10. mig                                           |
| 4th  | 2019年11月30日 | MONICA         | 1. モニカ 2. sirocco 3. 強風Hello注意報 4. 翼なんていらない 5. 水をくれ 6. SABAサンド 7. ドラマチックアンブレラ 8. 情熱メロス 9. 秋の涙が落ち葉というなら 10. はじまりの鐘                          |
| 5th  | 2021年11月27日 | NEW WORLD      | 1. NEW WORLD 2. リセット 3. La Cenicienta 4. チキン 5. COLOSSEO 6. ウオラ 7. こころおきば 8. サマーサイダー 9. Qタイム 10. ratory                                                                   |
| 配信 | 2022年3月1日   | ROUTE2006-2019 | 1. mig 2. 世界ミュージックシアター 3. モニカ 4. ジプシーワールド 5. Red Sheep 6. トラベラー 7. sirocco 8. 旅鳥 9. 翼なんていらない 10. 強風Hello注意報 11. 深緑の一滴 12. インパクト 13. SABAサンド |

### 映像作品
| 枚  | 発売日        | タイトル | メディア |
| --- | ------------- | --- | -------- |
| 1st | 2016年9月30日 | インパクト～瞬間芸術的限界突破～ 2016年7月31日 横浜O-SITE                                                              | Blu-ray  |
| 2nd | 2017年3月20日 | 天空トリコローレ～改新の一撃～ ジャムスタンマジック10周年記念 2016年12月14日 Mt.RAINIER HALL SHIBUYA PLEASURE PLEASURE | Blu-ray  |
| 3rd | 2017年5月26日 | 伊藤ゆういちラストライブ 2016年9月30日 横浜O-SITE                                                                      | Blu-ray  |
| 4th | 2018年2月11日 | TABIDORI 2017年10月21日 横浜O-SITE                                                                                     | Blu-ray  |
| 5th | 2019年7月20日 | 強風Hello注意報 2018年11月23日 横浜O-SITE                                                                              | Blu-ray  |
| 6th | 2020年5月31日 | 強風Hello注意報 2019年11月23日 横浜O-SITE                                                                              | Blu-ray  |
| 7th | 2022年2月23日 | ズラタン・イブラヒモビッチ 2020年10月3日 川崎セルビアンナイト                                                          | Blu-ray  |

### 書籍
- 2016年9月30日　『ジャムブック』　(A5オールカラー12ページ)
- 2016年12月14日　『十周年記念ヒストリーブック　ジャムスタンマジック』　(B5オールカラー12ページ)